# Sotnätfjäril
Sotnätfjäril, Melitaea diamina, är en övervägande mörkbrun fjäril med orange fläckar. Den lever på fuktiga ängar och skogar där det finns vänderotsväxter vars blad larverna äter av. I vissa länder i Europa är sotnätfjärilen hotad eller försvunnen på grund av att dess livsmiljö minskar i omfattning.
Ett synonymt svenskt namn för sotnätfjäril är kovetenätfjäril.

## Utseende
Sotnätfjärilen kan variera i utseendet beroende på var den förekommer geografiskt, men den är bland de mörkaste nätfjärilarna. Vingspannet varierar mellan 36 och 42 millimeter, på olika individer. Ovansidan är mörkbrun med orange och gula fläckar. Fläckarna är vanligen störst och flest på framvingen. Längs ytterkanterna finns korta vita fransar. Undersidan på framvingen är orange med strödda svartbruna fläckar. Mot ytterkanten finns halvmånformade ljusgula fläckar inramade med brunsvart. Bakvingens undersida är mönstrad med fält i vitt, ljusgult, orange och brunt och dessa fält bildar delvis tvärgående band. Mot ytterkanten finns en rad med små brunsvarta runda fläckar i bruna fält.

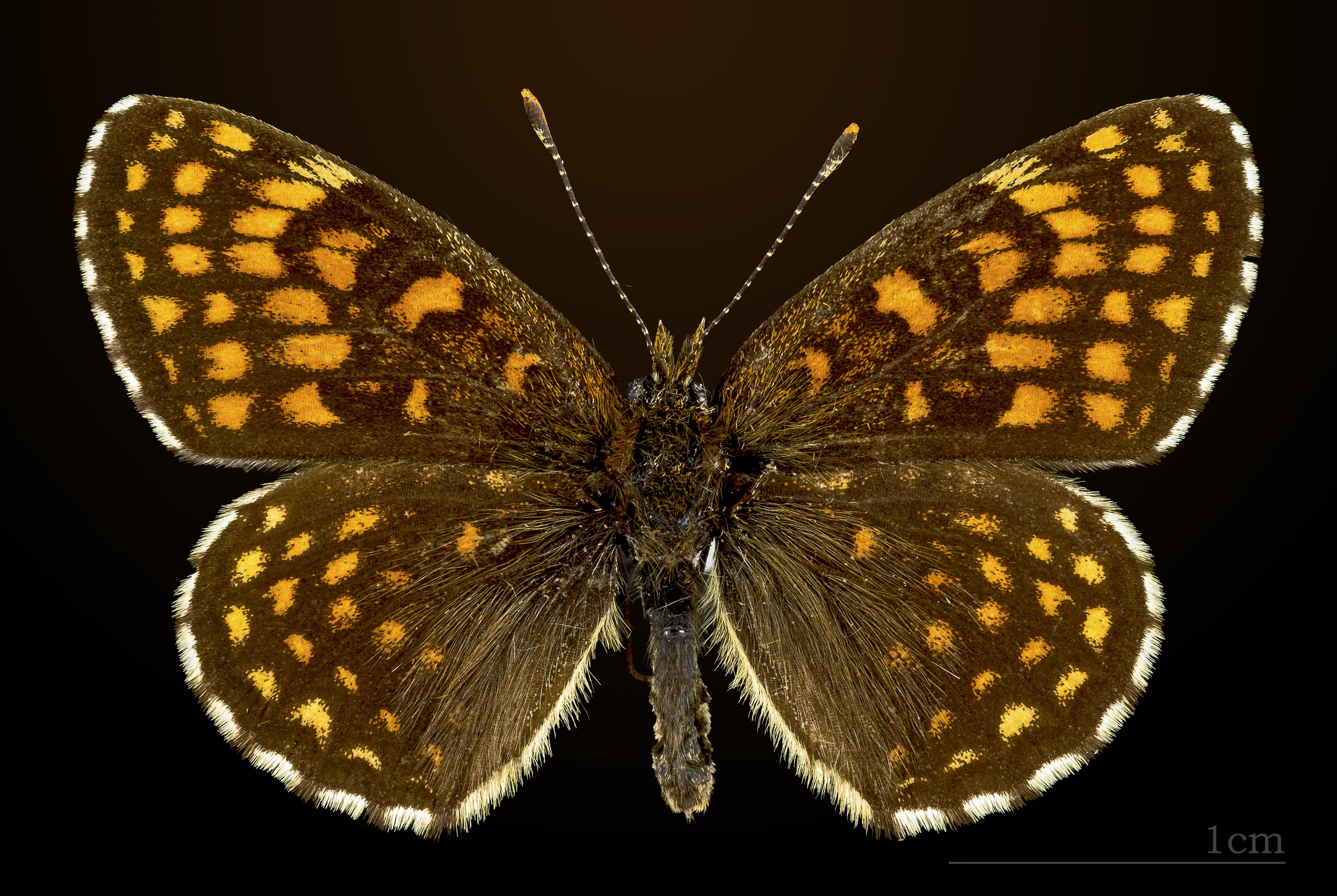
♂
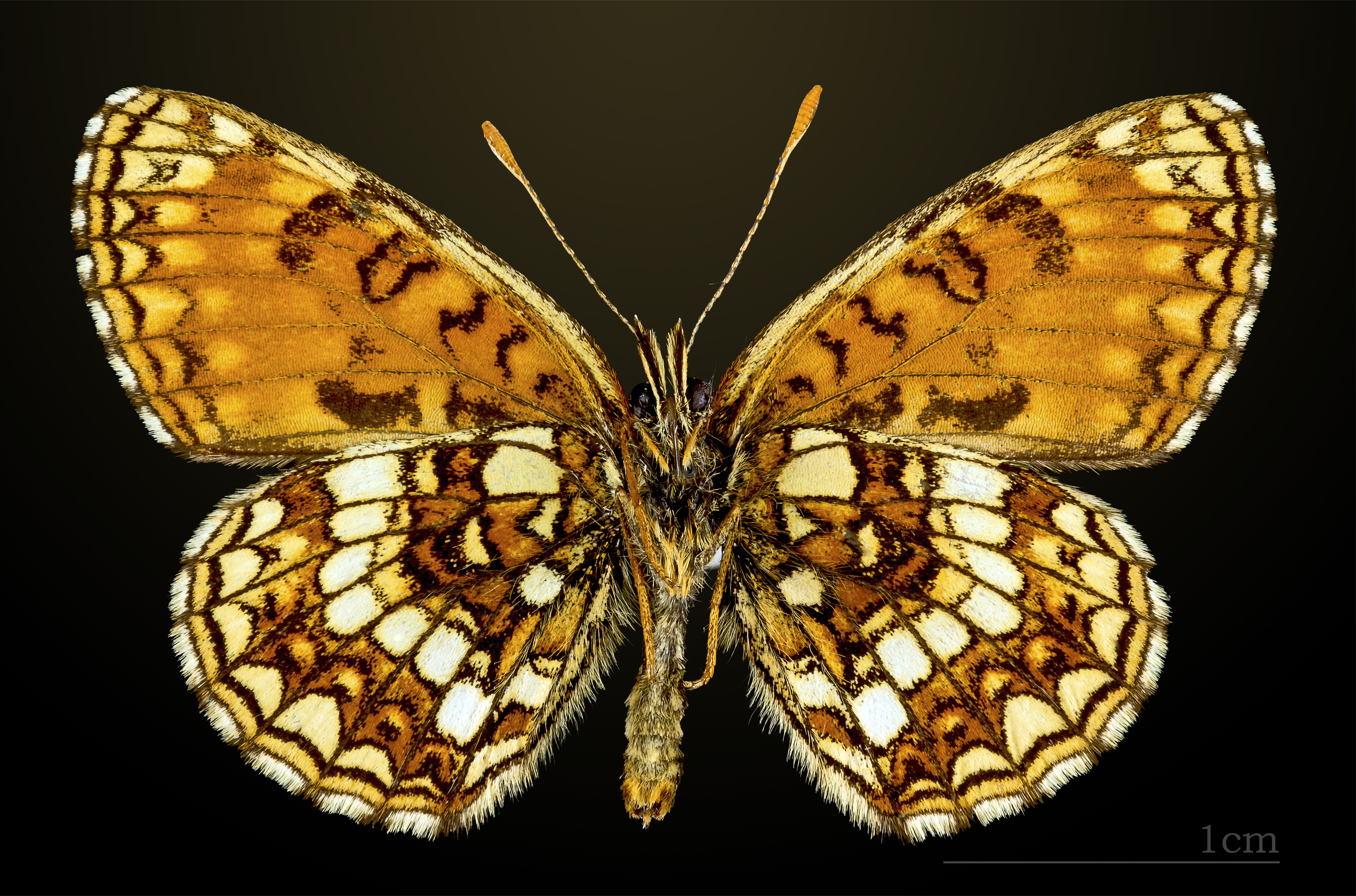
♂ △
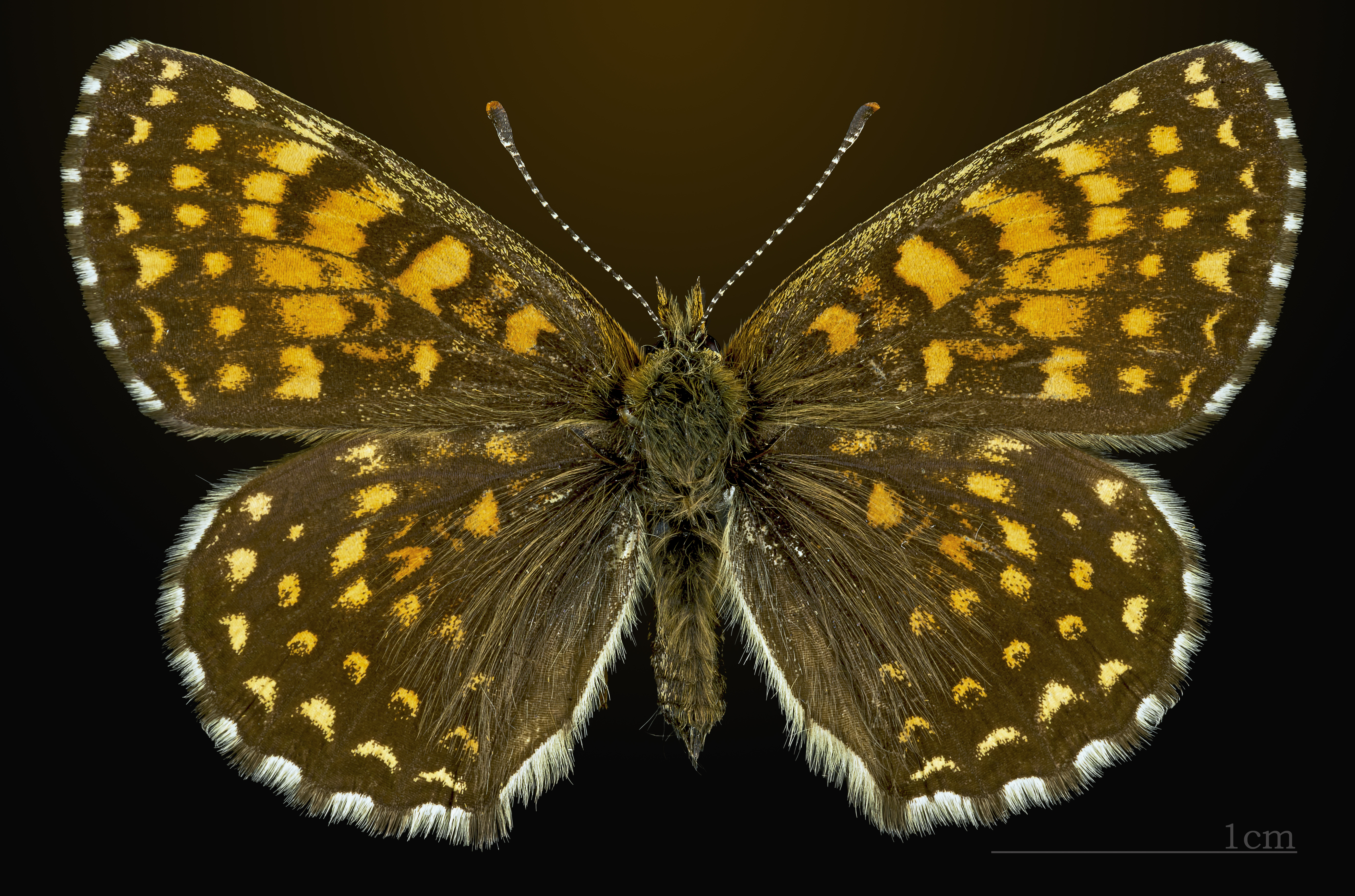
♀
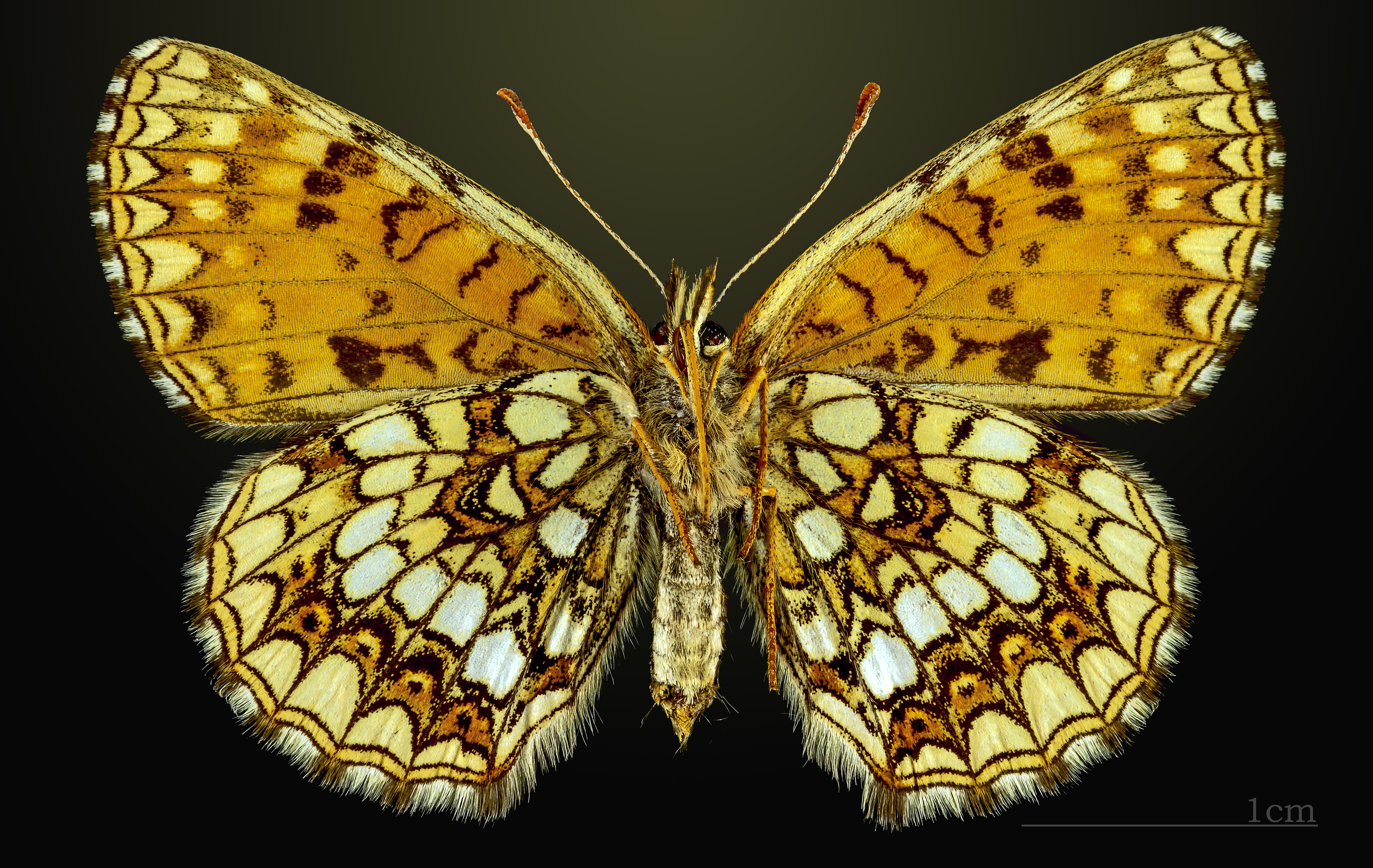
♀ △

Larven är gråsvart med ljusbruna taggar och den blir upp till 25 millimeter lång.

## Levnadssätt
Denna fjäril, liksom alla andra fjärilar, genomgår under sitt liv fyra olika stadier; ägg, larv, puppa och fullvuxen (imago). En sådan förvandling kallas för fullständig metamorfos.
Flygtiden, den period när fjärilen är fullvuxen, infaller i juni-juli. Under flygtiden parar sig fjärilarna och honan lägger äggen på värdväxtens blad. Ur ägget kläcks larven och börjar äta av bladet. Värdväxter, som alltså är de växter larven lever på och äter av, är för sotnätfjärilen till övervägande delen olika vänderotsväxter.
Larven växer inte färdigt under den första sommaren utan övervintrar. På våren fortsätter den att äta och sedan antingen förpuppas den eller så övervintrar den ytterligare en vinter och förpuppas året därpå. Puppstadiet varar ett par veckor och därefter kläcks den fullbildade fjärilen och en ny flygtid börjar.

### Habitat
Fjärilens habitat, den miljö den lever i, är fuktiga ängsmarker och skogsmarker som översilas av vatten på vintern och våren. Denna miljö får inte vara alltför näringsrik. Dessa typer av miljö försvinner alltmer genom bland annat skyddsdikning och sotnätfjärilen har därför minskat i antal, åtminstone i delar av Europa. Den är där upptagen på olika länders rödlistor, i Danmark, Belgien och Nederländerna som Försvunnen (RE), i Finland som Akut hotad (CR), i Tyskland som Hotad och i Sverige som Missgynnad (NT).

## Utbredning
Sotnätfjärilens utbredningsområde sträcker sig från södra och centrala Europa genom södra Sibirien och nordöstra Kina till Korea och Japan. I Norden förekommer den lokalt i södra Norge, södra halvan av Sverige samt i södra Finland.